# Teenage Dream Tour
Teenage Dream Tour – druga trasa koncertowa amerykańskiej piosenkarki Katy Perry. Trasa promuje album Teenage Dream. Tylko trzy daty zostały oficjalnie potwierdzone na oficjalnej stronie artystki. Trasa rozpoczęła się 1 października 2010 w Budapeszcie na Węgrzech.

## Support
- DJ Szeifert (Węgry)
- Novika and Mr.Lex (Polska)

## Lista utworów
Wstęp: "I Want Candy"
- "Hot n Cold"
- "I Kissed a Girl"
- "Waking Up in Vegas"
- "E.T."
- "Teenage Dream"
- "Ur So Gay"
- "Last Friday Night (T.G.I.F.)"
- "Firework"
- "Peacock"
- "Not Like The Movies"
- "California Gurls"

Bonus: "Thinking of You"

## Koncerty
| Data                | Miasto    | Kraj    | Miejsce               |
| ------------------- | --------- | ------- | --------------------- |
| Europa              |           |         |                       |
| 1 października 2010 | Budapeszt | Węgry   | Budapest Sports Arena |
| 5 października 2010 | Warszawa  | Polska  | Stodoła               |
| 6 października 2010 | Wiedeń    | Austria | Arena Wien            |